# Embalse de Santomera
El embalse de Santomera se sitúa en el municipio del mismo nombre en la Región de Murcia, España. Perteneciendo a la Confederación Hidrográfica del Segura.
Se construyó a finales de los años 1960 con el fin de contener tanto las avenidas procedentes de la rambla de Santomera (o Rambla Salada) como las procedentes del río Chícamo (o rambla de Abanilla), con mayor cuenca vertiente que la anterior, sobre una superficie de 263,4 hectáreas y con una capacidad máxima de 26,29 hm³ . La obra fue construida mediante una presa de gravedad en hormigón en masa con una altura de 37 metros.
La presa de Santomera fue concebida y construida con la principal finalidad de defensa de la Vega Baja del Segura contra las catastróficas avenidas de las ramblas de Santomera y Abanilla, como se demostró con las crecidas de 2019.